# Michael Jackson's Journey from Motown to Off the Wall
Michael Jackson's Journey from Motown to Off the Wall (bra: Michael Jackson's Journey from Motown to Off the Wall)
é um filme estadunidense de 2016, do gênero documentário, dirigido por Spike Lee, que relata a ascensão da estrela pop Michael Jackson, durante a criação de seu álbum solo, Off the Wall (1979). este é o segundo documentário focado em Michael Jackson que Lee fez, depois de Bad 25 (2012). O filme estreou em 24 de janeiro de 2016 no Festival de Cinema de Sundance de 2016.

## Elenco
- Michael Jackson (filmagem de arquivo)
- Jackie Jackson
- Marlon Jackson
- Joe Jackson
- Katherine Jackson
- Pharrell Williams
- Questlove
- John Legend
- The Weeknd
- Carole Bayer Sager
- John Branca
- Kobe Bryant
- Misty Copeland
- Lee Daniels
- Suzanne De Passe
- David Foster
- Berry Gordy
- Gladys Knight
- L.A. Reid
- Smokey Robinson
- Mark Ronson
- Rod Temperton
- Stevie Wonder
- Joseph Vogel
- Lemon Andersen
- David Byrne
- Rob Cohen
- Bobby Colomby
- Barry Michael Cooper
- Gamble & Huff
- Siedah Garrett
- Susaye Greene
- Rodney Jerkins
- Quincy Jones
- John Leguizamo
- Greg Phillinganes
- Fatima Robinson
- DJ Spinna
- Esperanza Spalding
- Valerie Simpson
- Joel Schumacher
- Bruce Swedien
- Verdine White
- Walter Yetnikoff
- Larry Carlton

## Lançamento
Michael Jackson's Journey from Motown to Off The Wall estreou no Sundance Film Festival em Park City, Utah, em 24 de janeiro de 2016. Foi mostrado na rede de televisão americana Showtime em 5 de fevereiro. O filme foi lançado junto com uma reedição do original álbum Off the Wall em 26 de fevereiro.